# USS Rhind (DD-404)
«Райнд» (англ. USS Rhind (DD-404) — військовий корабель, ескадрений міноносець типу «Бенгам» військово-морських сил США за часів Другої світової війни.
«Райнд» був закладений 22 вересня 1937 року на верфі Philadelphia Naval Shipyard у Філадельфії, де 28 липня 1938 року корабель був спущений на воду. 10 листопада 1939 року він увійшов до складу ВМС США.

## Історія

### Довоєнна служба
Після введення до складу сил американського флоту есмінець «Райнд» пройшов інтенсивні ходові випробування, здійснивши крейсерський перехід до Бразилії і, повернувшись додому, встав на відновлювальний ремонт. З липня до грудня 1940 року він ходив до Карібських островів, відвідав Мартиніку. У перший половині 1941 року супроводжував сили флоту, з червня увійшов до Нейтрального патруля, що контролював Північну Атлантику. В серпні 1941 року ескортував важкий крейсер «Огаста» з президентом США Ф.Рузвельтом на борту, коли він прямував до Ньюфаундленду на конференцію з В.Черчиллем. Після завершення вийшов у супровід британського лінкора «Принц Уельський» з британським прем'єр-міністром В.Черчиллем до Ісландії. 17 серпня повернувся до берегів Ньюфаундленда.
У жовтні 1941 року «Райнд» ескортував авіаносець «Йорктаун» до Галіфакса у Новій Шотландії. Потім виконував ескортні функції союзних транспортних суден до Кейптауна. Звідсіля супроводжував «Рейнджер» до Тринідада, куди прибули 3 грудня. За чотири дні японський флот напав на Перл-Гарбор, США вступили у війну.

### 1942
Есмінець «Райнд» здійснив перехід до Бермудів. У лютому-березні 1942 року ескортував конвої, що курсували поблизу Ісландії. У квітні він діяв поблизу зони Панамського каналу. 23 квітня провів першу бойову атаку німецького підводного човна, але безрезультатно. 30 квітня вийшов з Нью-Йорку на супроводження конвою AT 15 до Ісландії. З цього часу діяв на північних морських комунікаціях, беручи участь у супроводі арктичних конвоїв.
У травні 1942 року американський ескадрений міноносець «Райнд» входив до сил ескорту великого конвою PQ 16, який супроводжував 35 транспортних суден (21 американське, 4 радянські, 8 британських, 1 голландське та одне під панамським прапором) до Мурманська від берегів Ісландії зі стратегічними вантажами і військовою технікою з США, Канади і Великої Британії. Його супроводжували 17 ескортних кораблів союзників, до острова Ведмежий конвой прикривала ескадра з 4 крейсерів і 3 есмінців.
Попри атакам німецького підводного човна U-703, повітряним нападам бомбардувальників He 111 та Ju 88 бомбардувальних ескадр I./KG 26 і KG 30 конвой, втратив сім суден і ще одне повернуло назад на початку походу, дістався свого місця призначення.
30 червня 1942 року «Райнд» діяв у складі далекого ескорту під командуванням контр-адмірала Л.Гамільтона, який вийшов з Сейдісфіорда в Ісландії на прикриття арктичного конвою PQ 17. 3 липня крейсери приєдналися до конвою, але вже наступного дня кораблі Л.Гамільтона залишили конвой і незабаром повернулися на базу.

#### Середземне море
У листопаді 1942 року ескадрений міноносець «Райнд» включений до складу сил союзного флоту, що діяли за планом операції «Смолоскип» з висадки морського десанту на узбережжя Французької Північної Африки. Опівночі 8 листопада 1942 року кораблі Центральної десантної групи підійшли до берега на відстань 8 миль від Федали. О 6:00 ранку десантно-висадочні засоби з десантом на борту вирушили в напрямку берега. Незабаром до узбережжя на відстань відкриття артилерійського вогню наблизилися лінкор «Массачусетс», важкі крейсери «Вічита» і «Тускалуза», есмінці «Моран», «Райнд», «Вейнрайт» та «Джеркінс», які почали гатити по позиціях французів. У свою чергу флот Віші відкрив вогонь з берегових батарей та лінкора «Жан Бар». Але вже на сьомому пострілі французький лінкор був уражений американськими артилеристами 410-мм снарядом; влучний постріл заклинив башту й корабель замовчав.
До 20 листопада американський есмінець діяв поблизу Африки, забезпечуючи прикриття з моря дій наземних сил на напрямку Федала-Касабланка. Після цього повернувся до США, до Гемптон-Роудс.

### 1943
З нового 1943 року корабель діяв у супроводженні конвоїв до Північної Африки. 12 березня вийшов з есмінцями «Рован», «Вейнрайт», «Чамплін», «Тріпп», «Мейрант» і «Хоббі» на супровід конвою UGS 6. У результаті нападу німецьких «вовчих зграй» на транспортний конвой з 45 суден чотири суховантажні судна були потоплені, ще одного дістало пошкоджень. Разом з цим, американський есмінець «Чамплін» спромігся потопити німецький підводний човен U-130 обер-лейтенанта-цур-зее З.Келлера.
10 травня 1943 року корабель вийшов на супровід конвою з Нью-Йорка до Північної Африки, прибувши до Алжиру 2 червня. Наступний місяць він виконував ескортні завдання конвоїв ASW та поодиноких суден, що рухалися поблизу північно-африканського узбережжя.
10 липня союзники розпочали масштабну висадку десанту на італійський острів Сицилія. 14 числа «Райнд» прибув до району битви в ролі прикриття конвою та складової протиповітряної оборони й забезпечення вогневої підтримки військ, що висадилися на ворожий берег. До 20 липня він патрулював узбережжя поблизу Гели, потім перейшов до Палермо. 26 липня допомагав постраждалому від нальоту німецької бомбардувальної авіації «Мейранту», рятуючи поранених і ліквідуючи наслідки пошкоджень.
У подальшому есмінець виконував завдання в акваторії Середземного моря, супроводжував тамтешні конвої та поодинокі судна. 9 вересня він прибув на підтримку висадки морського десанту до Салерно. Лише в листопаді 1943 року корабель повернувся до Нью-Йорку, де його після короткого відпочинку та ремонту, включили до складу сил, що супроводжували конвої до Великої Британії.

### 1944—1945
1944 році продовжував виконувати ескортні функції у Північній Атлантиці, поблизу Карибських островів. Восени 1944 супроводжував декілька конвоїв до Неаполя. З січня 1945 року продовжував діяти поблизу американського узбережжя, 23 березня отримав наказ на переведення до Тихого океану. 5 травня вийшов у великий похід, прибувши до Перл-Гарбора 30 травня 1945 року. Охороняв авіаносці «Лексінгтон», «Хенкок», «Коупенс», що готувалися до вторгнення на острів Вейк. На початку літа діяв у складі сил, що підтримували американські війська на Лейте.

### Післявоєнний час
Після капітуляції Японії залишався на Тихому океані. 30 грудня 1945 року прибув до Сан-Дієго, звідкіля повернувся до Перл-Гарбора.
15 травня 1946 року включений до складу Об'єднаної оперативної групи № 1, яка готувалася до проведення операції «Кросроудс», серії тестових ядерних вибухів на атолі Бікіні. 1 та 25 липня 1946 року зазнав впливу ядерних випробувань, зокрема дістав потужний рівень радіоактивного забруднення, тому 22 березня 1948 року затоплений у бухті атолу.